# Oxana Iuteș
Oxana Iuteș este o prezentatoare a postului de televiziune ProTV Chișinău. 
Oxana Iuteș a lucrat la ProTV Chișinău mai bine de 8 ani. Aceasta și-a început cariera prin munca de reporter pe știri externe, apoi a fost prezentator al știrilor din sport. Ulterior, cca 4 ani a prezentat jurnalul de noapte de la ora 22.30. 
În ultima perioada, aceasta a fost reporter și prezentator al știrilor de week-end, în 2008 după plecarea Tatiana Țîbuleac în Franța. 12 martie, a fost ultima mea zi de muncă la ProTV", a declarat Iuteș pentru UNIMEDIA, precizând că se retrage din mass-media .

La sfârșitul lunii martie 2011, a devenit consultant pe comunicare PNUD (Programul Națiunilor Unite pentru Dezvoltare) pentru Ministerul Afacerilor Externe și Integrării Europene .
Din mai 2013 până în 2015 a lucrat la Prime, ca prezentator ”Sinteza Săptămânii”.